# Salamandra kaukaska
Salamandra kaukaska (Mertensiella caucasica) – gatunek płaza ogoniastego z rodziny salamandrowatych (Salamandridae).

## Opis
Salamandra kaukaska osiąga długość do 20 cm bez ogona. Ogon może być dłuższy niż 20 cm. Na uwagę zasługuje fakt, że u osobników dorosłych ogon może być odrzucony w razie ataku drapieżnika, a później zregenerowany. Na tułowiu, po bokach ciała, znajduje się 11 lub 12 bruzd międzyżebrowych. U nasady ogona, po grzbietowej stronie ciała u samców znajduje się bardzo specyficzny twór – kolcopodobny wyrostek służący do pobudzania samicy w trakcie trwania ampleksus oraz występują modzele na kończynach przednich. Ubarwieniem ciała salamandra kaukaska przypomina występująca w Polsce salamandrę plamistą, to znaczy na czarnym lub brązowym tle znajdują się wydłużone, żółte plamy układające się w dwie serie, brzuch jaśniejszy, brązowawy.

## Występowanie
Gatunek ten zamieszkuje górskie (500–2800 m n.p.m.) lasy bukowe, szpilkowe lub mieszane w Pasmie Małego Kaukazu i Gór Pontyjskich w Gruzji i Turcji.

## Systematyka
Za podgatunek salamandry kaukaskiej uznawany był Mertensiella djanaschvilii, podniesiony w 2022 roku do rangi odrębnego gatunku.

## Rozród
Pora godowa odbywa się zarówno na lądzie, jak i w wodzie (ampleksus). Samice składają jaja (ok. 90 w jednym złożu) na dnie strumieni. Larwa jest typu reofilnego, a jej rozwój jest długi, trwa od 2 do 4 lat.

## Życie
Głównym jego siedliskiem są brzegi wartko płynących strumieni, gdzie chowa się w różnego rodzaju kryjówkach (zwalone drzewa, dziury wśród korzeni, szpary pod głazami i kamieniami itp.). Prowadzi zmierzchowy i nocny tryb życia. Na lądzie porusza się sprawnie i szybko (podobnie jak salamandra luzytańska). Hibernacja ma miejsce na lądzie (od IX do V).

## Pożywienie
Pokarm ich stanowią wszelkie małe bezkręgowce żyjące w strumieniach, osobniki dorosłe zjadają głównie lądowe bezkręgowce: stonogi, pajęczaki i owady.

## Status zagrożenia
W Czerwonej księdze gatunków zagrożonych IUCN płaz ten od 2023 roku klasyfikowany jest jako gatunek bliski zagrożenia (NT, ang. Near Threatened); wcześniej, od 2000 roku uznawano go za gatunek narażony (VU, ang. Vulnerable).
Gatunek ten jest zazwyczaj rzadki, ale w dogodnym środowisku może być lokalnie pospolity. Trend liczebności populacji oceniany jest jako spadkowy. Zasięg występowania jest mocno pofragmentowany.